# Elie Wiesel
Elie (Eliezer) Wiesel, KBE (30. září 1928 Sighetu Marmației – 2. července 2016, New York) byl židovský prozaik, esejista, dramatik, filozof, humanista, politický aktivista, náboženský myslitel a nositel Nobelovy ceny za mír.

## Život
Narodil se v Sighetu ležícím v dnešním Rumunsku v ortodoxním a chasidském prostředí. Během druhé světové války se město Sighet stalo součástí Maďarska. Roku 1944 Německo okupovalo Maďarsko, čímž se Holocaust rozšířil i na tuto, před tím pro Židy relativně bezpečnou, zemi. V roce 1944 úřady deportovaly celou židovskou komunitu do koncentračního tábora Auschwitz II – Birkenau, který se nacházel na území Polska. Wiesel prošel také koncentračním táborem Buchenwald a z celé rodiny přežil jen on a dvě jeho sestry. Po válce odjel do Francie, kde studoval na Sorbonně a poté se živil jako novinář.
Posléze žil v USA a přednášel humanitní vědy na univerzitě v Bostonu. V roce 1987 založil, společně se svojí ženou Marion, Nadaci Elieho Wiesela pro humanitu (Elie Wiesel Foundation for Humanity). V roce 1996, společně s Václavem Havlem a Yoheiem Sasakawou, založil „brainstormingovou“ konferenci Forum 2000. Angažoval se v propagování odkazu holokaustu.

## Dílo
V roce 1958 vydal svoji první knihu – Noc – novelu, která popisuje jeho zážitky a zkušenosti z koncentračních táborů. Celkově napsal přes čtyřicet románů, povídkových sbírek a esejů, z nichž se většina věnovala holocaustu.

## Popularizátor termínu Holokaust
Jako novinář s instinktem po jasném pojmenování událostí byl první, kdo začal systém nacistické perzekuce a koncentračních táborů označovat anglickým termínem holokaust (naprosté zničení, úplná katastrofa, masakr).

## Citáty
| „ | Jak se dá vysvětlit, že ani Hitler ani Himmler nebyli exkomunikováni z církve? Že Pius XII. nikdy nepovažoval za nutné, neřeknu-li nezbytné, odsoudit to, co se dělo v Osvětimi a v Treblince? Že velká část příslušníků SS byli věřící, kteří byli svým církvím věrní až do konce? Že někteří zabijáci chodili ke zpovědi, když právě nemasakrovali? A že ti všichni pocházeli z křesťanských rodin a měli křesťanské vzdělání? | “ |

## Ocenění
V roce 1986 mu byla udělena Nobelova cena míru za dlouholetou aktivitu v boji na obranu lidských práv a za uměleckou tvorbu. Kromě té získal za svoji práci řadu ocenění, např.:
- 1984 – Řád čestné legie (L’ordre national de la Légion d’honneur)
- 1992 – Prezidentská medaile svobody (Presidential Medal of Freedom)
- 1996 – byl zvolen do American Academy of Arts and Letters
- 2001 – byl jmenován čestným členem Rumunské akademie (Membru de Onoare al Academiei Române)
- 2002 – Národní řád rumunské hvězdy (Ordinul național Steaua României)
- 2006 – Řád britského impéria - Knights Commander of the Order of the British Empire (KBE)

Byl i držitelem maďarského státního vyznamenání, které se však v červnu 2012 rozhodl Maďarsku vrátit, protože se mu nelíbilo, že se členové maďarské vlády účastnili obnoveného pohřbu nacisty Jozsefa Nyira.